# Triddana
Triddana ist eine Power-Metal-/Folk-Metal-Band aus der argentinischen Hauptstadt Buenos Aires. Die Band wurde 2011 gegründet, nachdem mehrere Mitglieder die Band Skiltron verließen. Der musikalische Stil ist eine Mischung aus der schottischen und irischen Volksmusik in Kombination mit Power-Metal Einflüssen.
Der Bandname stammt von dem irischen Wort „troideanna“ ab, welches so viel bedeutet wie „die Kämpfe/der Kampf“. Die aktuelle Besetzung der Band besteht aus Juan José Fornés (Gesang, Gitarre), Pablo Allen (Dudelsack, Flöten), Diego Rodríguez (E-Bass) und Pablo Aquino (Schlagzeug). Das Debütalbum Ripe for Rebellion, mit Diego Valdez als Sänger, wurde 2012 veröffentlicht. Die Aufnahmen zu ihrem zweiten Studioalbum begannen 2014, am 11. Dezember 2015 wurde das zweite Album The Power & The Will durch das deutsche Label Power Prog veröffentlicht.

## Bandgeschichte

### Gründungsjahre (2011 bis 2013)
Anfang 2011 verkündeten vier der sechs Mitglieder von Skiltron deren Ausstieg aus der Band, diese Trennung wurde durch eine Meinungsverschiedenheit zwischen den Gründungsmitgliedern und den Nicht-Gründungsmitgliedern ausgelöst. Die Ex-Skilltron-Mitglieder beschlossen, neue musikalische Wege zu gehen, und gründeten kurze Zeit danach Triddana. Gründungsmitglieder waren neben Diego Valdez (Gesang), Juan José Fornés (Gitarre), Pablo Allen (Dudelsack, Flöte) und Fernando Marty (E-Bass). In dieser Besetzung nahm die Band ihre erste EP, The Beginning, auf, die noch 2011 veröffentlicht wurde. Das darauffolgende Demo mit den neuen Liedern Spoke the Firefly, The Dead End Verse und Men of Clay folgte wenig später. Das erste Live-Konzert fand statt am 10. März 2012 im Asbury Rock Club, Buenos Aires.
Das Debütalbum Ripe for Rebellion erschien im Dezember 2012.
2013 wurde das erste Video der Band zu der EP The Beginning veröffentlicht.

### The Power & The Will (2014 bis 2016)
Fernando Marty verließ die Band Anfang 2014 und wurde durch Diego Rodríguez (E-Bass) ersetzt. 2014 begannen Triddana mit den Aufnahmen zu ihrem zweiten Studioalbum The Power & The Will, welches über das deutsche Label Power Prog Ende 2015 weltweit vertrieben wurde.
Im Jahr 2015 kündigte Diego Valdez seinen Abschied von Triddana an, um sich mehr auf seine anderen Projekte zu konzentrieren. Juan José Fornés übernahm fortan die Rolle als Gitarrist und Sänger und begann neue Lieder zu schreiben. Zudem wurde mit When The Enemy’s Close das erste neue Lied, inklusive Video, des kommenden Albums vorgestellt.
Im März 2016 trennte sich Triddana von ihrem Schlagzeuger „Ranz“, fortan übernahm Maximiliano Valdez seinen Platz. Im Sommer 2016 startete die erste Europa-Tour von Triddana mit Auftritten in Spanien und Deutschland. In Deutschland folgten Auftritte auf verschiedenen Festivals wie das Free & Easy Festival oder Chaostraum Open Air.

## Stil
Triddanas Stil ist geprägt durch die genretypische Instrumentierung aus Gesang, Gitarre, Bass und Schlagzeug, die durch die schottische Komponente, den Dudelsack und Flöten, abgerundet wird. Sänger Juan José Fornés und Dudelsackspieler Pablo Allen schreiben sämtliche Texte der Band. Die aggressiven, direkten jedoch sehr lyrischen Themen der schottischen Geschichte dienen hierbei als Inspiration. Einflüsse wie die kritische Einstellung zum Katholizismus oder die kritische Einstellung zum Krieg werden durch neue Komponenten der modernen Gesellschaft ergänzt.

## Diskografie

### EPs
- 2011: The Beginning (inkl. Musikvideo)
- 2015: When the Enemy’s Close (inkl. Musikvideo)
- 2022: The Ground of the Fallen

### Singles
- 2016: Spoke the Firefly (Acoustic)

### Studioalben
- 2012: Ripe for Rebellion
- 2015: The Power & The Will
- 2017: Twelve Acoustic Pieces
- 2018: Rising from Within[15]
- 2019: Ripe for Rebellion (Remixed, Remastered, with Re-Recorded Vocals)
- 2024: Breaking From The Fold